# Марксовський район
Марксовський район рос. Марксовский муниципальный район — муніципальне утворення в Саратовській області. Адміністративний центр району — місто Маркс. Населення району — 64 033 чол.

## Географія
Це один з приволзьких районів Лівобережжя. Розташований в басейні річок Великий і Малий Караман. Район безлісний, крім Волзької заплави і її численних островів. По його території проходить мережа зрошувальних каналів.

## Історія
8 населених пунктів району за бажанням Барона де Кано, який прагнув побудувати колонії за швейцарським зразком, отримали швейцарські назви Швейцарії: Волково (Шафгаузен), Георгіївка (Гларус), Воротаэвка (Беттінгер), Василівка (Базель), Зоркіне (Цюрих), Михайлівка (Люцерн), Золотовка (Золотурн), Підлісне (Унтервальден); тому поділ колоній оформився за швейцарським кантональним зразком — на кантони.
Утворений 7 вересня 1941 року як Марксштадтський район в складі Саратовської області в результаті ліквідації АРСР німців Поволжя і перетворений з Марксштадтського кантону.
У травні 1942 року місто Марксштадт перейменований в Маркс, а район — в Марксівський.
В 1956 році до складу району увійшла північна частина розформованого Красноярського району.
В 1959 році після скасування Подлесновського району він майже весь (за винятком його північно-східної частини) увійшов до складу Марксовського району.
12 січня 1965 року місто Маркс віднесене до категорії міст обласного підпорядкування

## Економіка
Район переважно сільськогосподарський, виробляється зерно, соняшник, овочі, баштанні, тваринницька продукція. Більшість промислових підприємств пов'язано з переробкою сільськогосподарської сировини та обслуговуванням аграрного комплексу.

## Ресурси
В районі є невеликі запаси нафти і природного газу. Досить обширні запаси будівельних глин, мінеральних джерел.